# 张长珍
张长珍（1931年2月—），男，山西浑源人，中华人民共和国政治人物，曾任山西省政协副主席，第八届全国政协委员。